# 살인 협박
살인 협박(death threat), 살해 협박, 사망 위협은 한 사람이나 집단이 다른 사람이나 집단을 죽이겠다고 익명으로 하는 위협이다. 이러한 위협은 종종 피해자를 위협하여 행동을 조종하기 위해 고안되며, 이 경우 살인 협박은 강압의 한 형태가 될 수 있다. 예를 들어, 살인 협박은 유명 인사가 형사 수사나 옹호 캠페인을 추진하지 못하도록 하는 데 사용될 수 있다.

## 합법성
대부분 관할권에서 살인 협박은 심각한 유형의 형사 범죄이다. 살인 협박은 종종 강압 법률에 의해 다루어진다. 예를 들어, 알래스카주의 강압 규정은 다음과 같다.
어떤 사람이 다른 사람에게 합법적으로 기권할 권리가 있는 행동에 참여하도록 강요하거나, 법적으로 참여할 권리가 있는 행동을 기권하도록 강요하는 경우, 그 사람이 요구 사항을 따르지 않으면 요구를 하는 사람이나 다른 사람이 누군가에게 신체적 상해를 입힐 수 있다는 두려움을 강요받는 사람에게 심어주는 방식으로 강압 범죄를 저지른다....

미국에서 일부 판사는 법적 절차 중에 피고인이 감옥에서 죽기를 바란다는 내용의 살인 협박을 한다. 한 미국 판사는 재판석에 없는 동안 어린이에게 살인 협박을 가했다는 이유로 직위에서 해임되었다.

## 방법
살인 협박은 편지, 신문 간행물, 전화 통화, 인터넷 블로그, 이메일, 소셜 미디어 등 다양한 매체를 통해 전달될 수 있다. 정치적 인물을 상대로 위협을 가하는 경우 반역으로 간주될 수도 있다. 위협이 사람들이 자주 드나드는 장소(예: 건물)를 표적으로 삼는다면 테러 위협일 수 있다. 때때로, 살인 협박은 개인이나 집단을 표적으로 삼는 더 광범위한 학대 캠페인의 일부이다. (테러리즘, 대량 살인 문서 참고)

## 같이 보기
- 암살
- 강제
- 청부살인
- 공갈
- 모살
- 스토킹